# Nate Monaster
Nate Monaster, eigentlich Nathan P. Monaster (* 22. September 1911 in Chicago; † 12. Mai 1990 in Los Angeles), war ein US-amerikanischer Drehbuchautor.

## Leben und Wirken
Nate Monaster begann seine berufliche Laufbahn als Autor für Radiosendungen wie Burns and Allen und Duffy's Tavern mit Ed Gardner. Danach wechselte er zum Fernsehen. Dort schrieb er unter anderem Skripte für The Milton Berle Show, Bachelor Father, Alcoa Theatre und Mutter ist die Allerbeste mit Donna Reed. Insgesamt war er an über 100 Sendungen beteiligt.
Sein größter Erfolg gelang Monaster als Co-Autor des Drehbuchs der Filmkomödie Ein Hauch von Nerz (1962) mit Doris Day und Cary Grant in den Hauptrollen. 1963 wurde er dafür gemeinsam mit Stanley Shapiro für einen Oscar in der Kategorie Bestes Originaldrehbuch nominiert. Dieses Drehbuch brachte ihm und Shapiro außerdem 1963 einen Writers Guild of America Award für die beste Komödie ein.
Monaster engagierte sich als langjähriges Mitglied der Writers Guild of America West (WGAW). Diese in Los Angeles ansässige Gewerkschaft für Autoren ist die westliche Sektion der Writers Guild of America. Von 1963 bis 1965 war Monaster Präsident der WGAW. 1984 zeichnete ihn die Writers Guild of America für seine Verdienste mit dem Morgan Cox Award aus.
Monaster starb 1990 mit 78 Jahren an einer Herzerkrankung im Cedars-Sinai Medical Center in Los Angeles. Er hinterließ seine Frau, zwei Töchter und einen Sohn.

## Filmografie (Auswahl)
- 1951–1953: The George Burns and Gracie Allen Show (Fernsehserie)
- 1956–1957: Hey, Jeannie!
- 1957: December Bride (Fernsehserie)
- 1957: Der Regimentstrottel (The Sad Sack)
- 1957: Bachelor Father (Fernsehserie)
- 1958–1961 Mutter ist die Allerbeste (The Donna Reed Show)
- 1959: Alcoa Theatre (Fernsehserie)
- 1962: Ein Hauch von Nerz (That Touch of Mink)
- 1963: Bob auf Safari (Call Me Bwana)
- 1965: Ein Appartement für drei (A Very Special Favor)
- 1967: Mini-Max (Get Smart, Fernsehserie)
- 1968: Zärtlich schnappt die Falle zu (How to Save a Marriage and Ruin Your Life)
- 1968: Der Geist und Mrs. Muir (The Ghost & Mrs. Muir, Fernsehserie)
- 1969: Three's a Crowd (Fernsehfilm)
- 1970: Headmaster (Fernsehserie)
- 1978: All in the Family (Fernsehserie)
- 1980: Archie Bunker's Place (Fernsehserie)